# Cidariophanes stellaris
Cidariophanes stellaris là một loài bướm đêm trong họ Geometridae.